# Giacomo Balestra
Giacomo Balestra (Roma, 29 settembre 1836 – Fiuggi, 13 agosto 1915) è stato un politico italiano.
Fu senatore del Regno d'Italia nella XVIII legislatura.